# Pseudogynoxys

Pseudogynoxys es un género de plantas con flores de la familia de las asteráceas.  Comprende 36 especies descritas y de estas solo 13 aceptadas.

## Taxonomía
El género fue descrito por (Greenm.) Cabrera y publicado en Brittonia 7: 54. 1950. La especie tipo es: Pseudogynoxys cordifolia (Cass.) Cabrera	

## Especies aceptadas
A continuación se brinda un listado de las especies del género Pseudogynoxys aceptadas hasta agosto de 2012, ordenadas alfabéticamente. Para cada una se indica el nombre binomial seguido del autor, abreviado según las convenciones y usos.
- Pseudogynoxys benthamii Cabrera
- Pseudogynoxys bogotensis (Spreng.) Cuatrec.
- Pseudogynoxys chenopodioides Kunth
- Pseudogynoxys chiribogensis
- Pseudogynoxys cordifolia (Cass.) Cabrera
- Pseudogynoxys cummingii H.Rob. & Cuatrec.
- Pseudogynoxys engleri (Hieron.) H.Rob. & Cuatrec.
- Pseudogynoxys filicalyculata (Cuatrec.) Cuatrec.
- Pseudogynoxys fragrans (Hook.) H.Rob. & Cuatrec.
- Pseudogynoxys haenkei (DC.) Cabrera
- Pseudogynoxys poeppigii (DC.) H.Rob. & Cuatrec.
- Pseudogynoxys scabra (Benth.) Cuatrec.
- Pseudogynoxys sodiroi (Hieron.) Cuatrec.
- Pseudogynoxys sonchoides (Kunth) Cuatrec.